# Kyū Sakamoto
Kyū Sakamoto  (坂本 九九?, Kyū Sakamoto), pseudonimo di Hisashi Ōshima (大島 九?, Hisashi Ōshima; Kawasaki, 10 novembre 1941 – Ueno, 12 agosto 1985), è stato un cantante, compositore e attore giapponese.

## Biografia
Il suo brano Ue o muite arukō raggiunse un notevole successo in occidente, con il titolo di Sukiyaki, piazzandosi al primo posto nella classifica Billboard Hot 100, ed è ancora oggi uno dei singoli più venduti nel mondo, con 13 milioni di copie.
Morì il 12 agosto 1985 nell’incidente aereo che coinvolse il volo Japan Airlines 123.

## Filmografia

### Cinema
- Takekurabe (たけくらべ?), regia di Heinosuke Gosho (1955)
- Subete ga kurutteru (すべてが狂ってる?), regia di Seijun Suzuki (1960)
- Gulliver no uchū ryokō (ガリバーの宇宙旅行?), regia di Masao Kuroda e Sanae Yamamoto (1965)
- Kyu-chan no Dekkai Yume (九ちゃんのでっかい夢?), regia di Yōji Yamada (1965)

### Televisione
- Shichiji ni aimashō (7時にあいまショー?) – programma TV (1963)

## Discografia

### Singoli
- 1961 – Ue o muite arukō